# Acățari, Mureș
Acățari (în maghiară Ákosfalva, în germană Absdorf, Aschdorf, Achsdorf, Achatiusdorf) este satul de reședință al comunei cu același nume din județul Mureș, Transilvania, România. Se află în zona de contact a dealurilor Nirajului cu Podișul Târnavelor, pe râul Niraj și pe canalul Vețca. Are o populație totală de 1062 de locuitori din care 987 sunt maghiari și secui (92,93%), 61 rromi (5,74%) și 14 români (1,32%).

## Istoric
Satul Acățari este atestat documentar în anul 1497 cu numele Achusfalwa.

## Localizare
Localitatea este situată pe râul Niraj pe DN1 între orașele Târgu Mureș și Sighișoara.

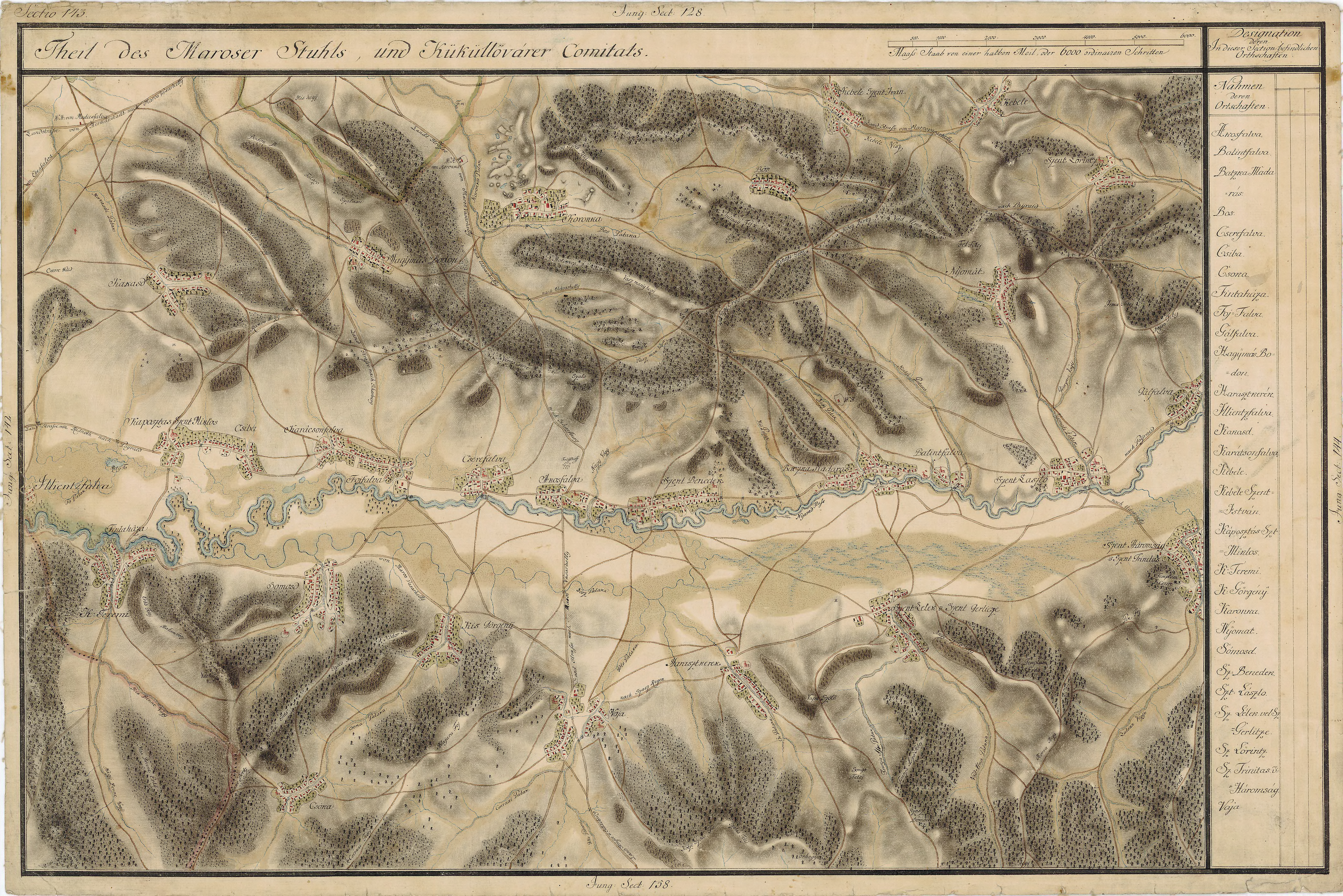
Acățari în Harta Iosefină a Transilvaniei, 1769-73

## Imagini

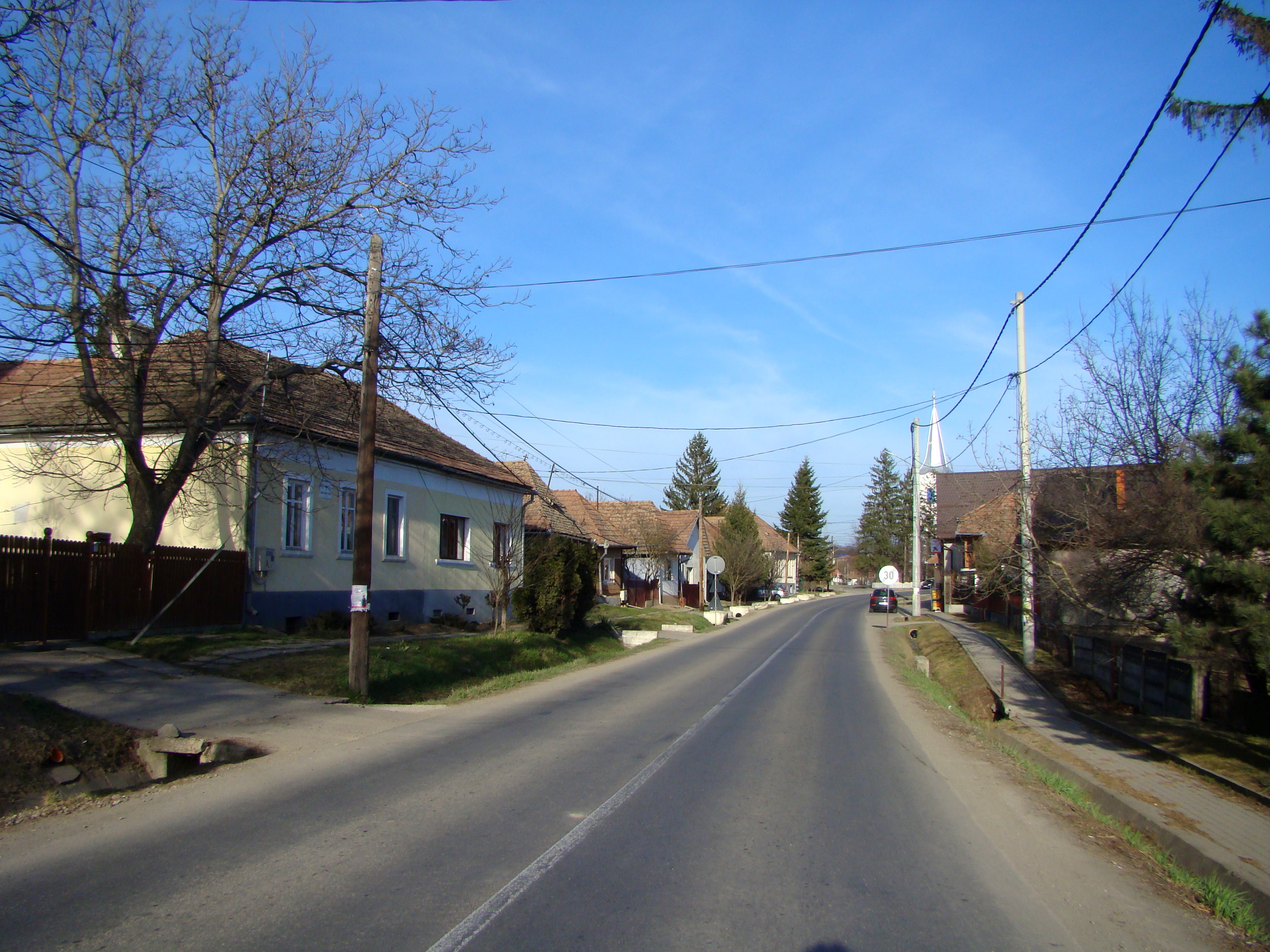
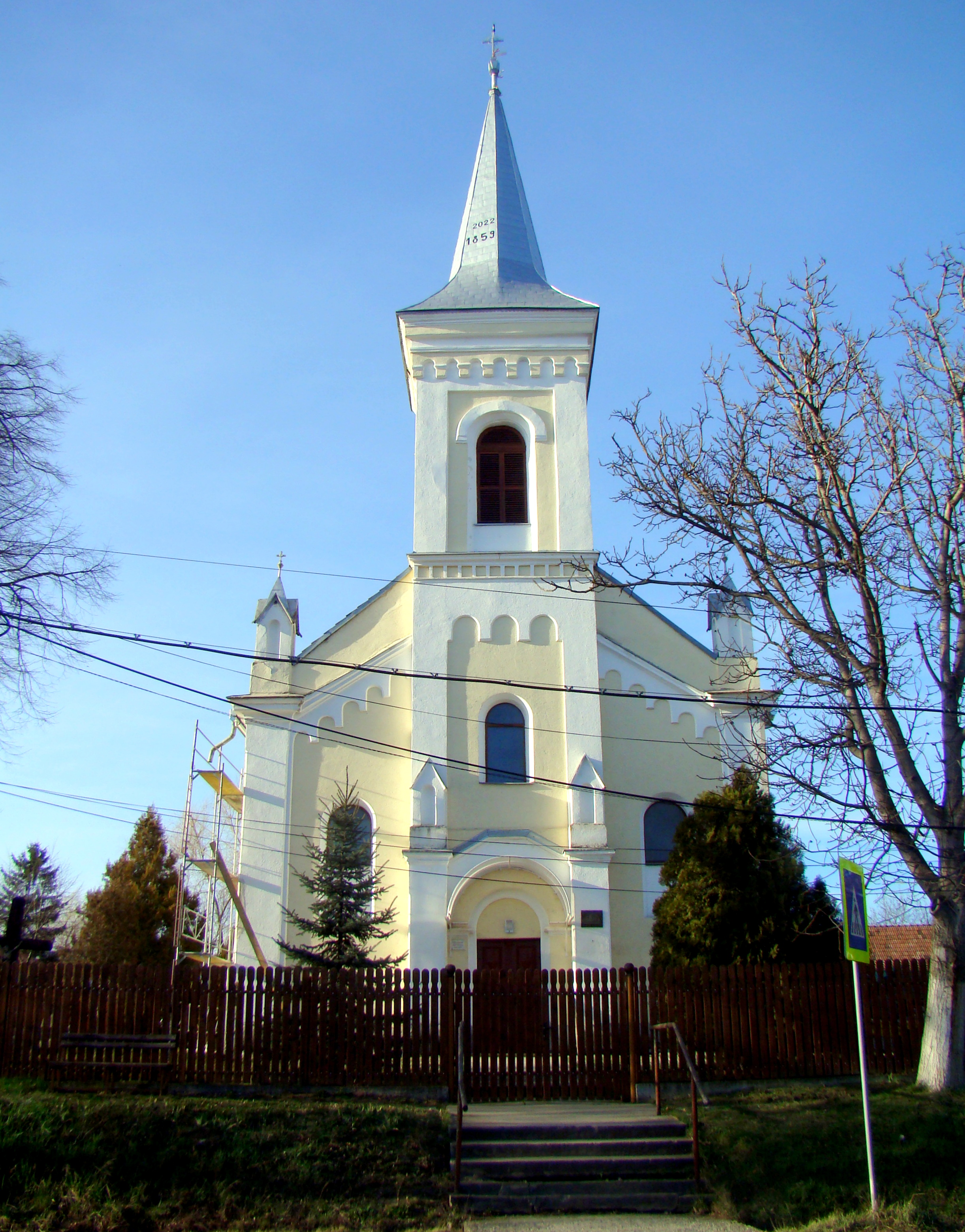
Biserica romano-catolică (1859)
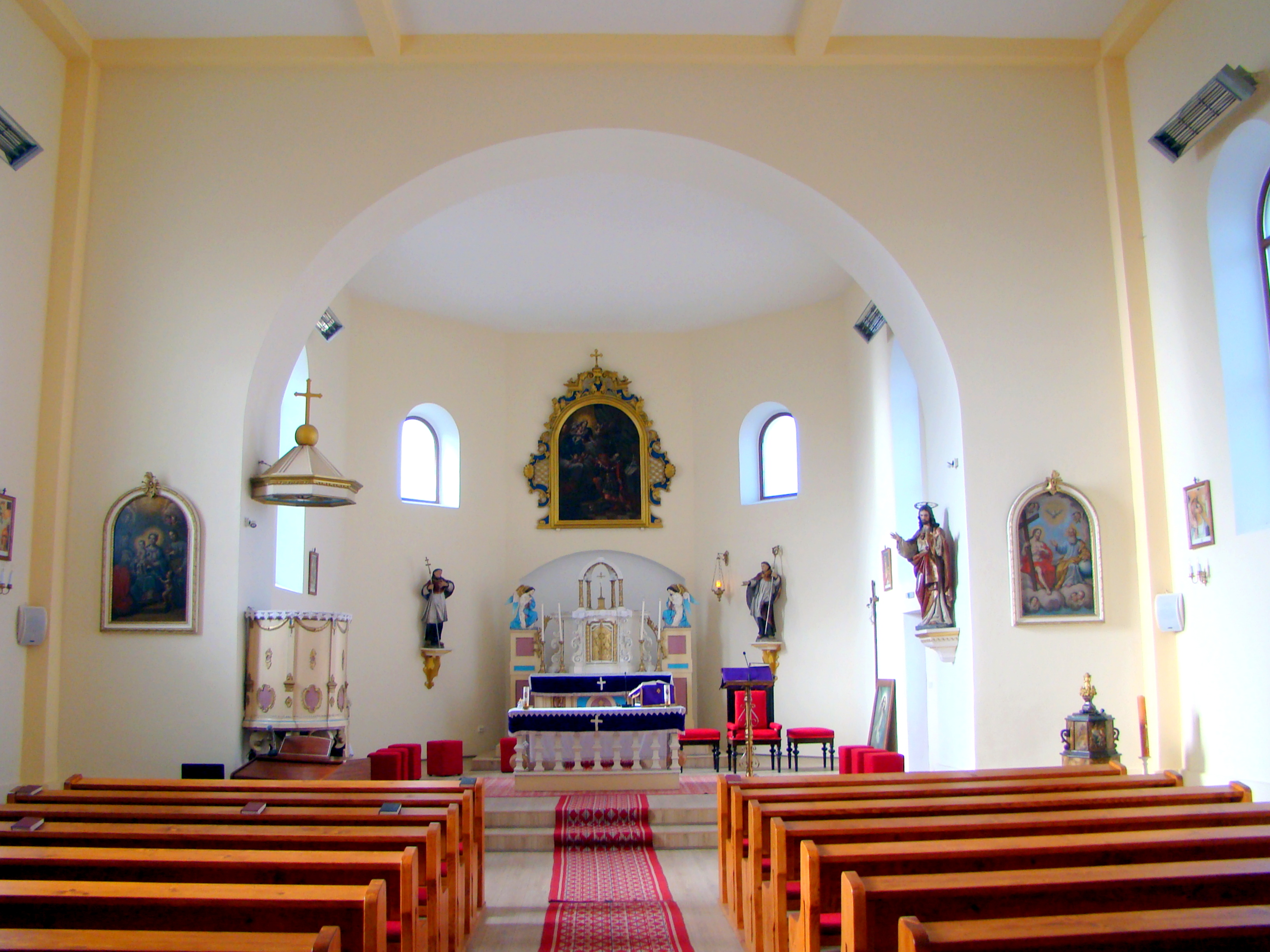
Biserica romano-catolică „Sf. Ștefan Rege”
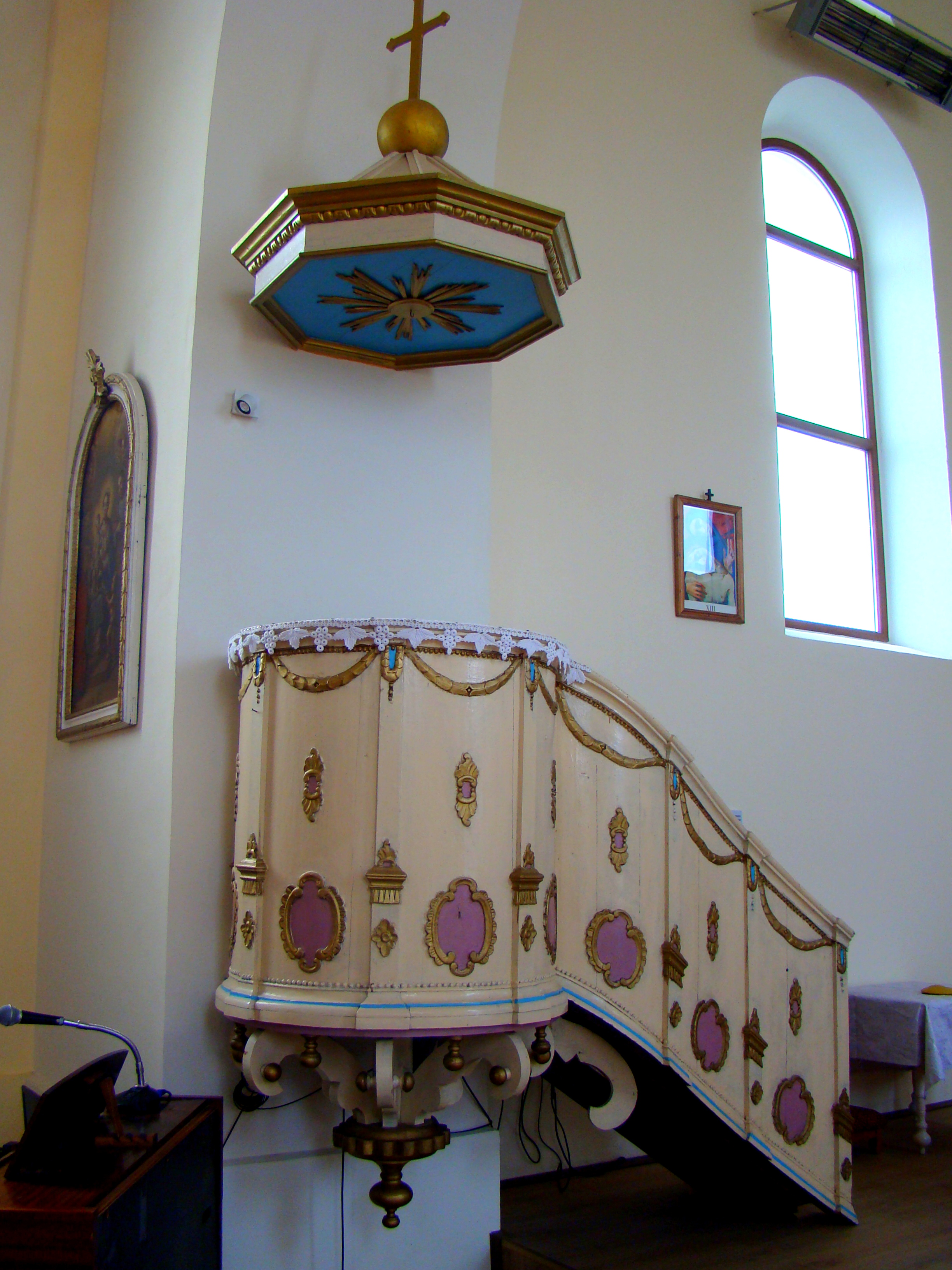
Amvonul
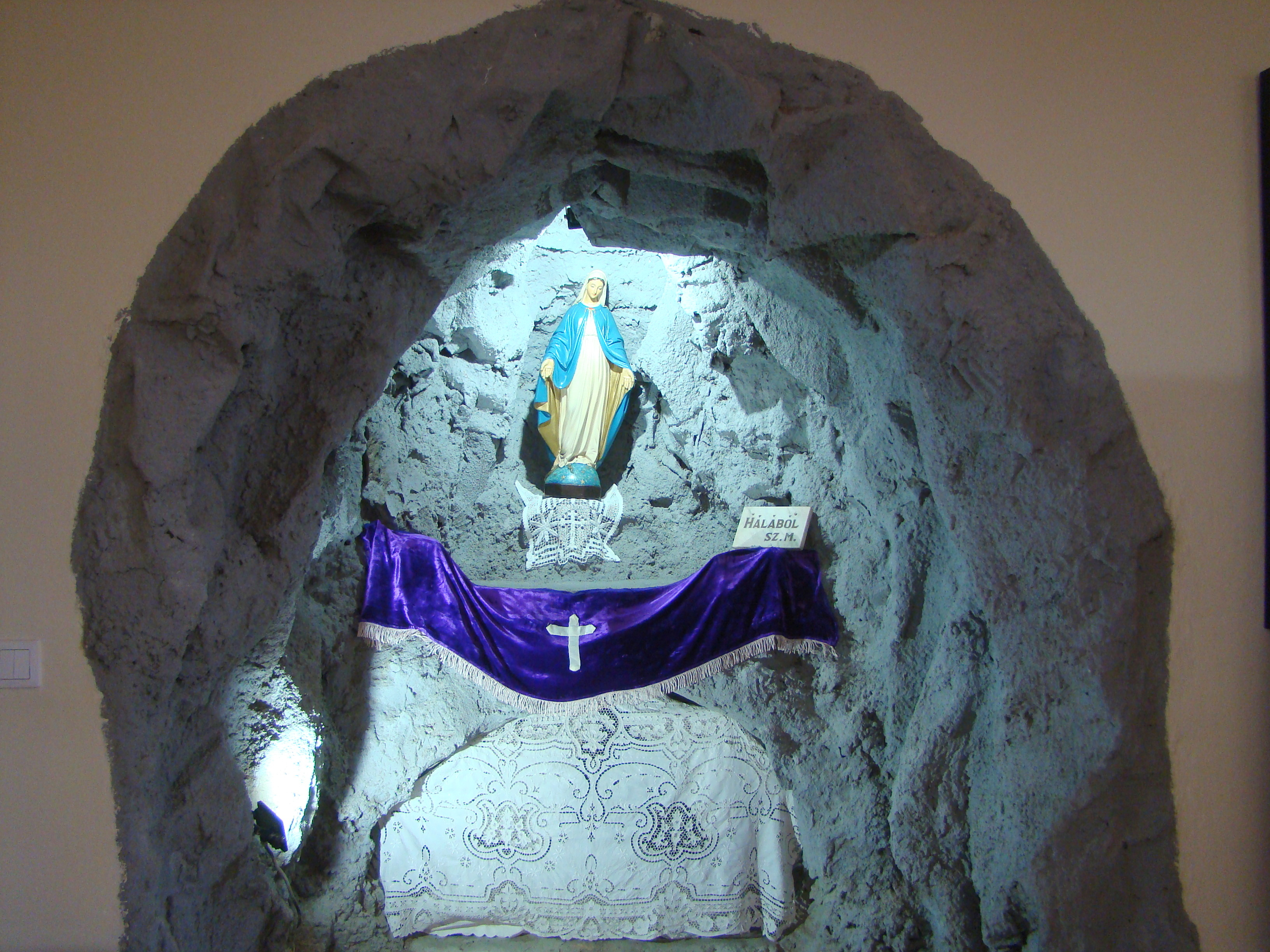
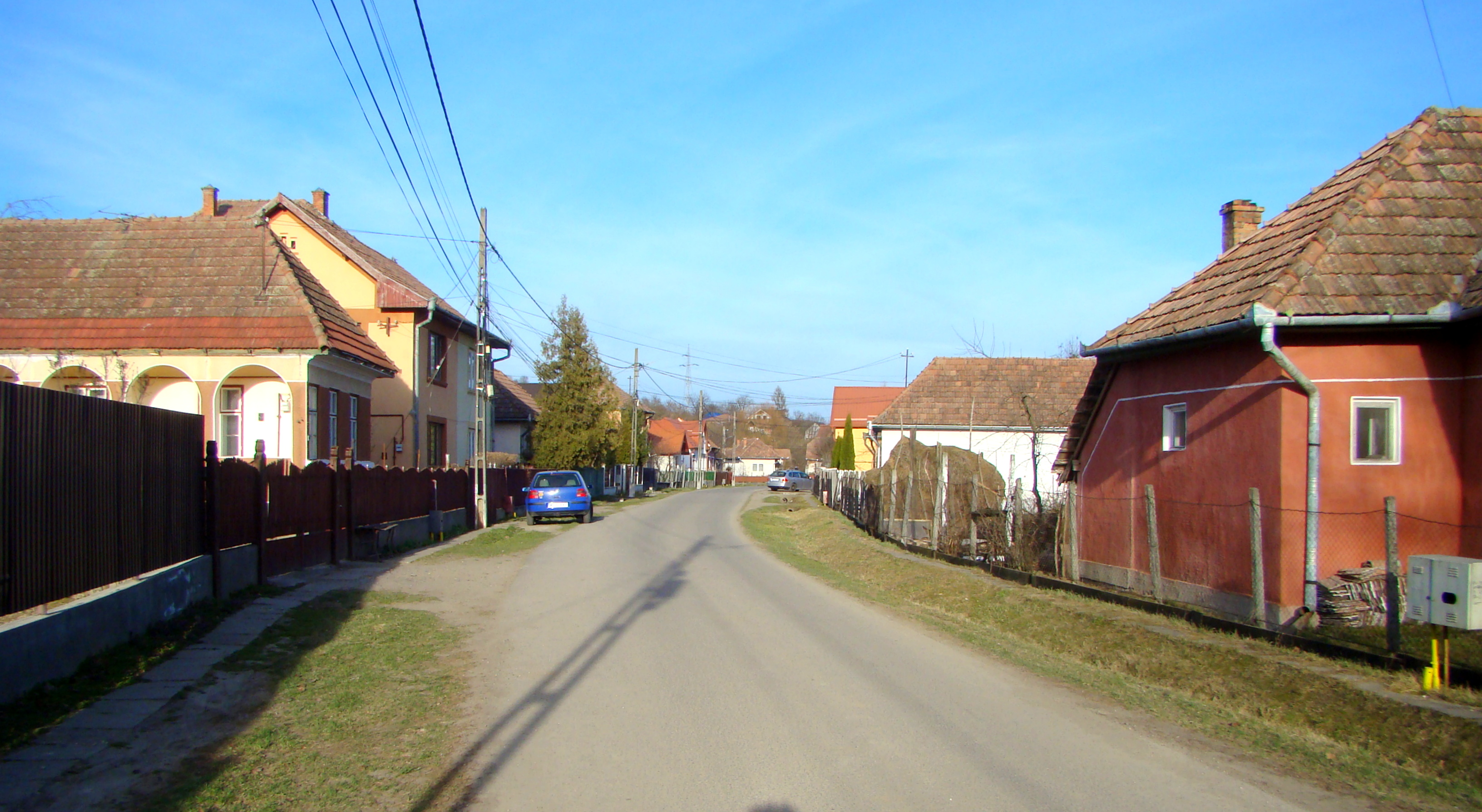
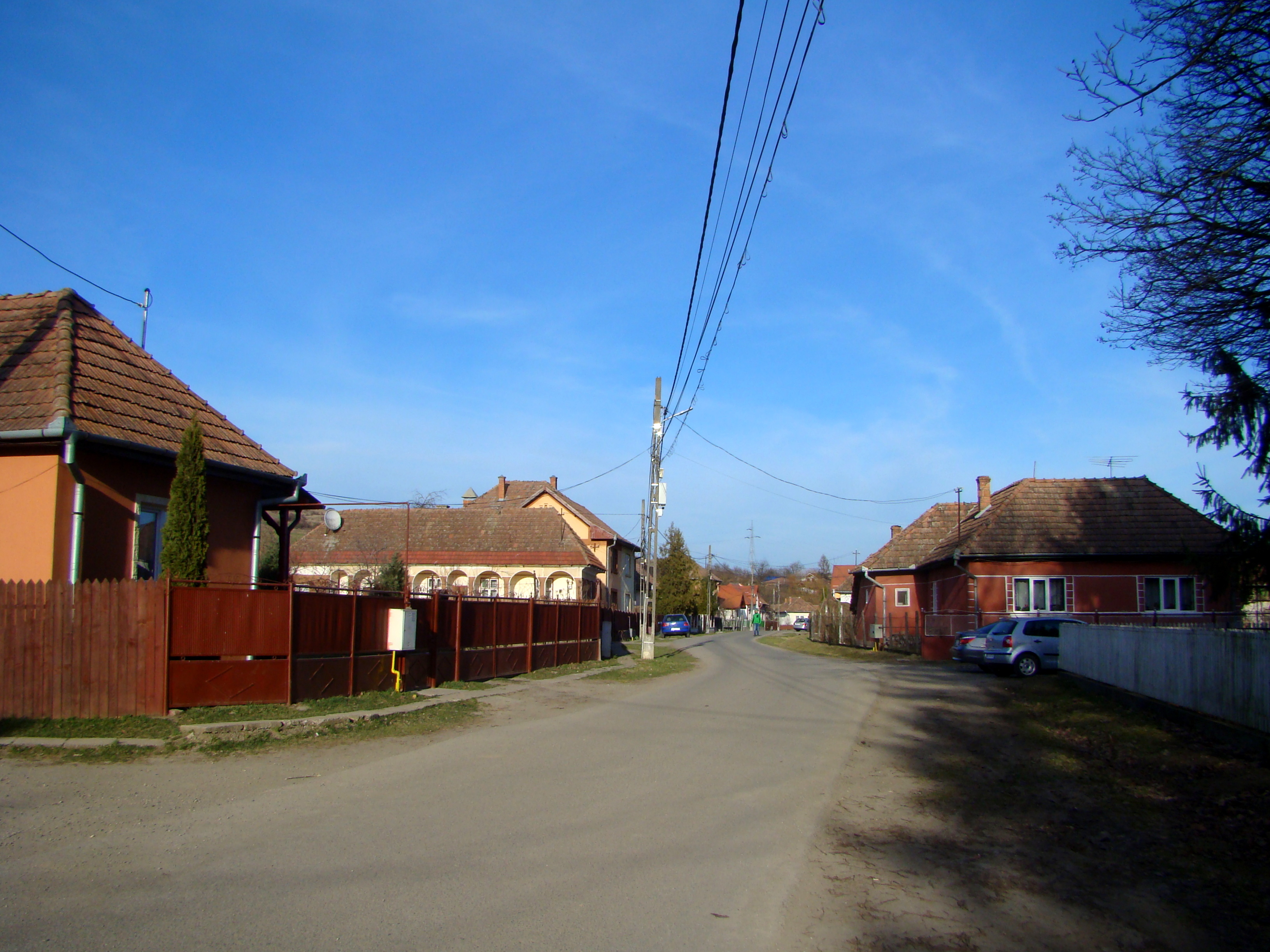
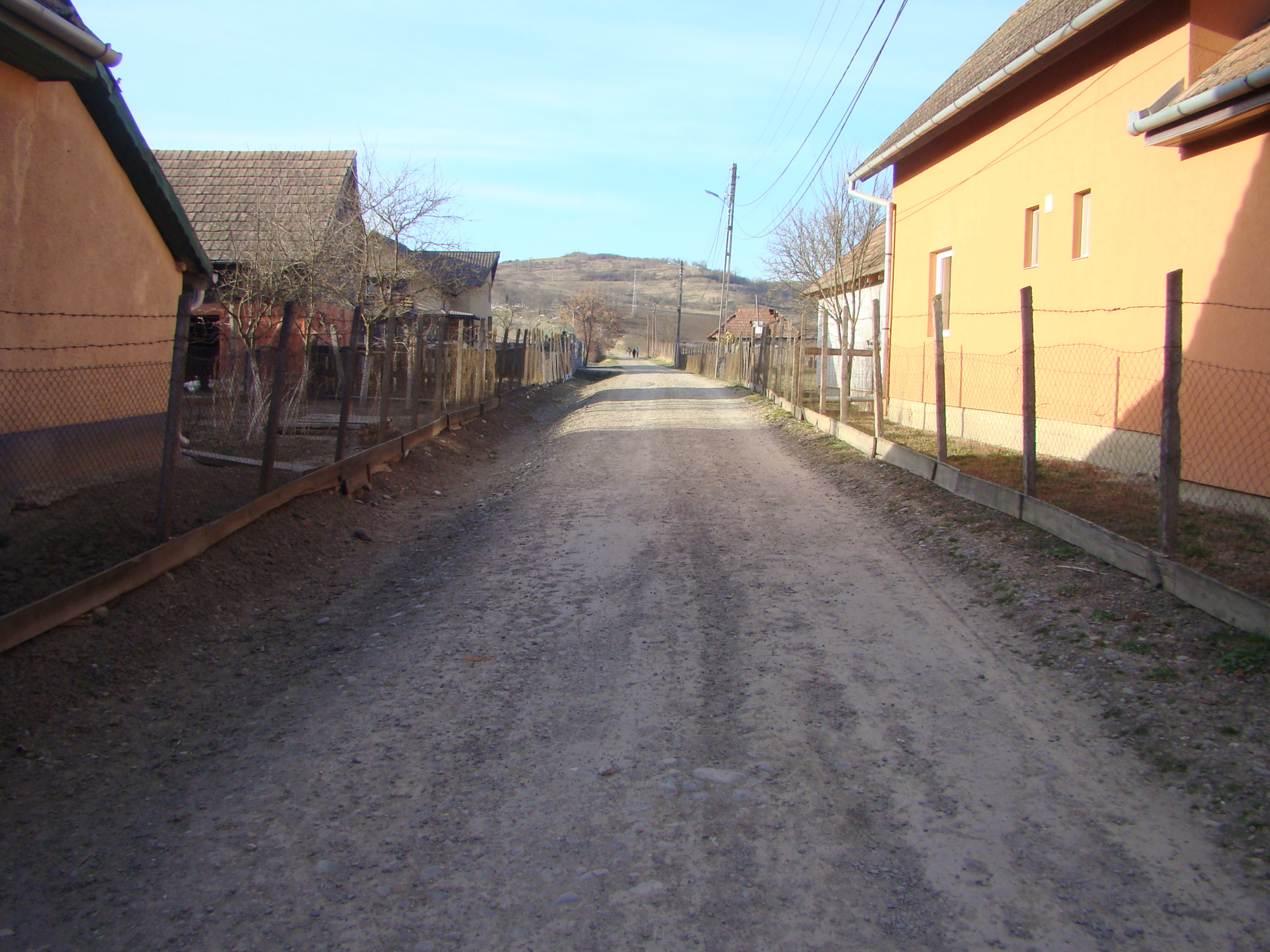
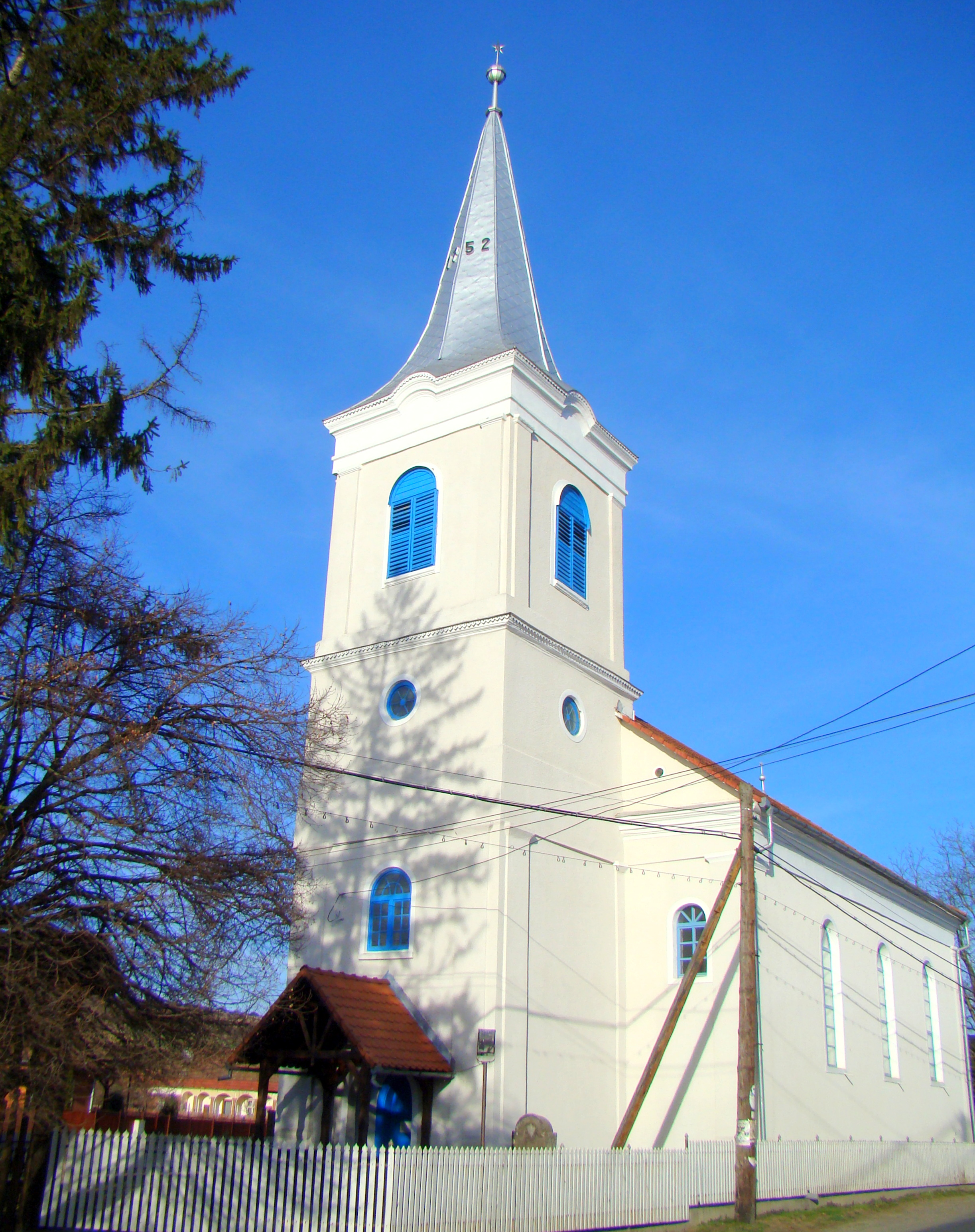
Biserica reformată (1753)
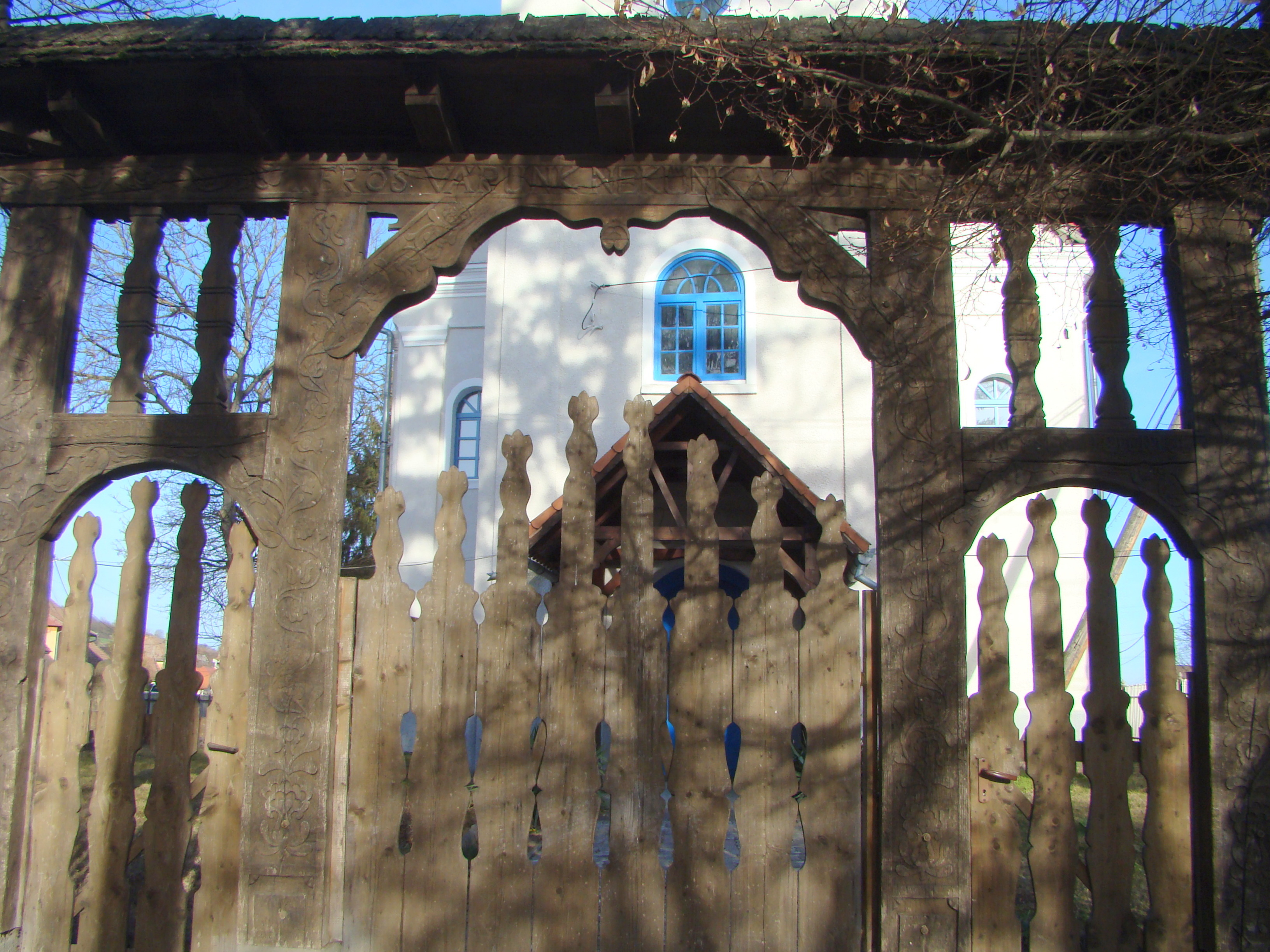
Poarta de lemn
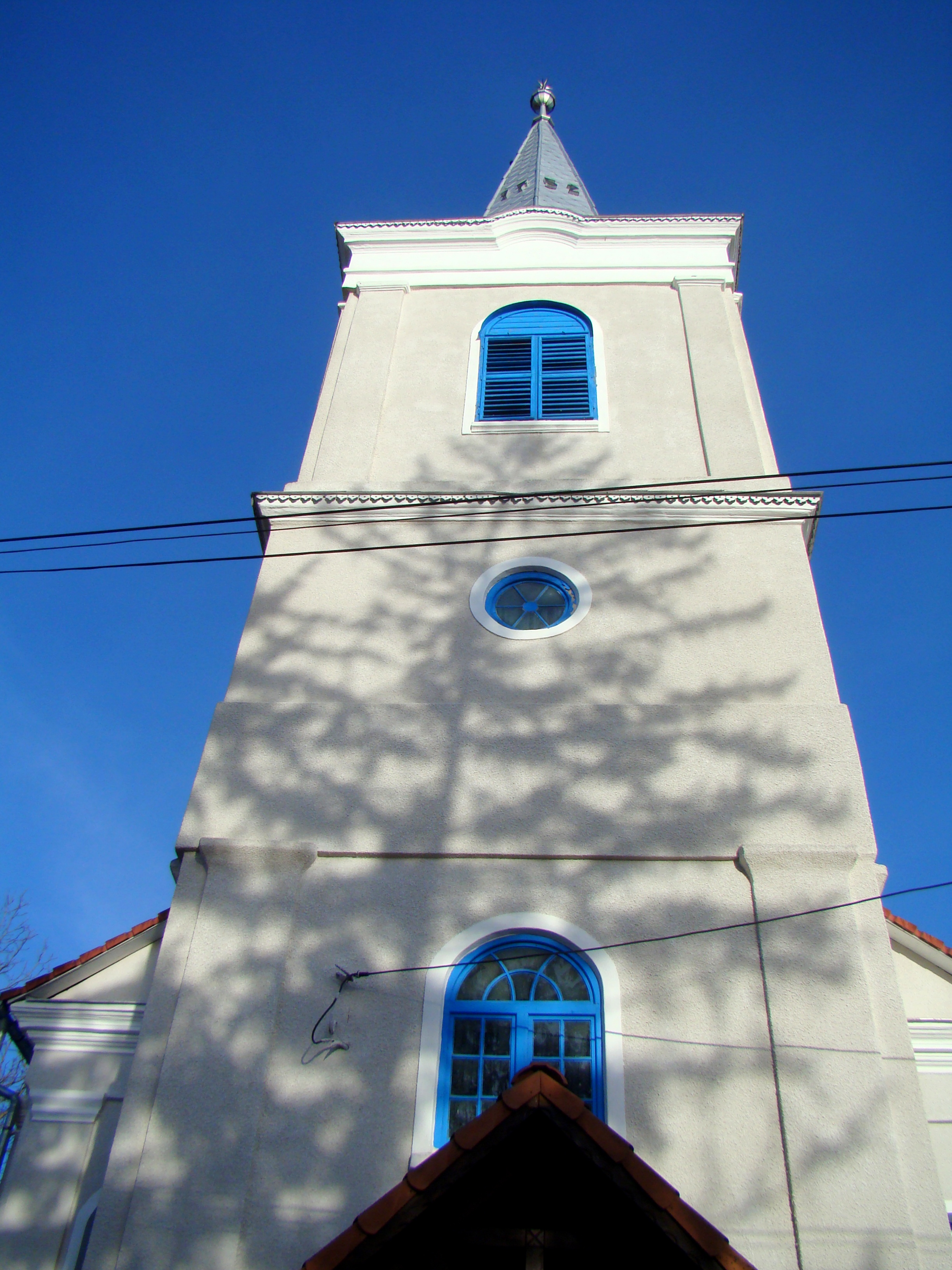
Turnul bisericii
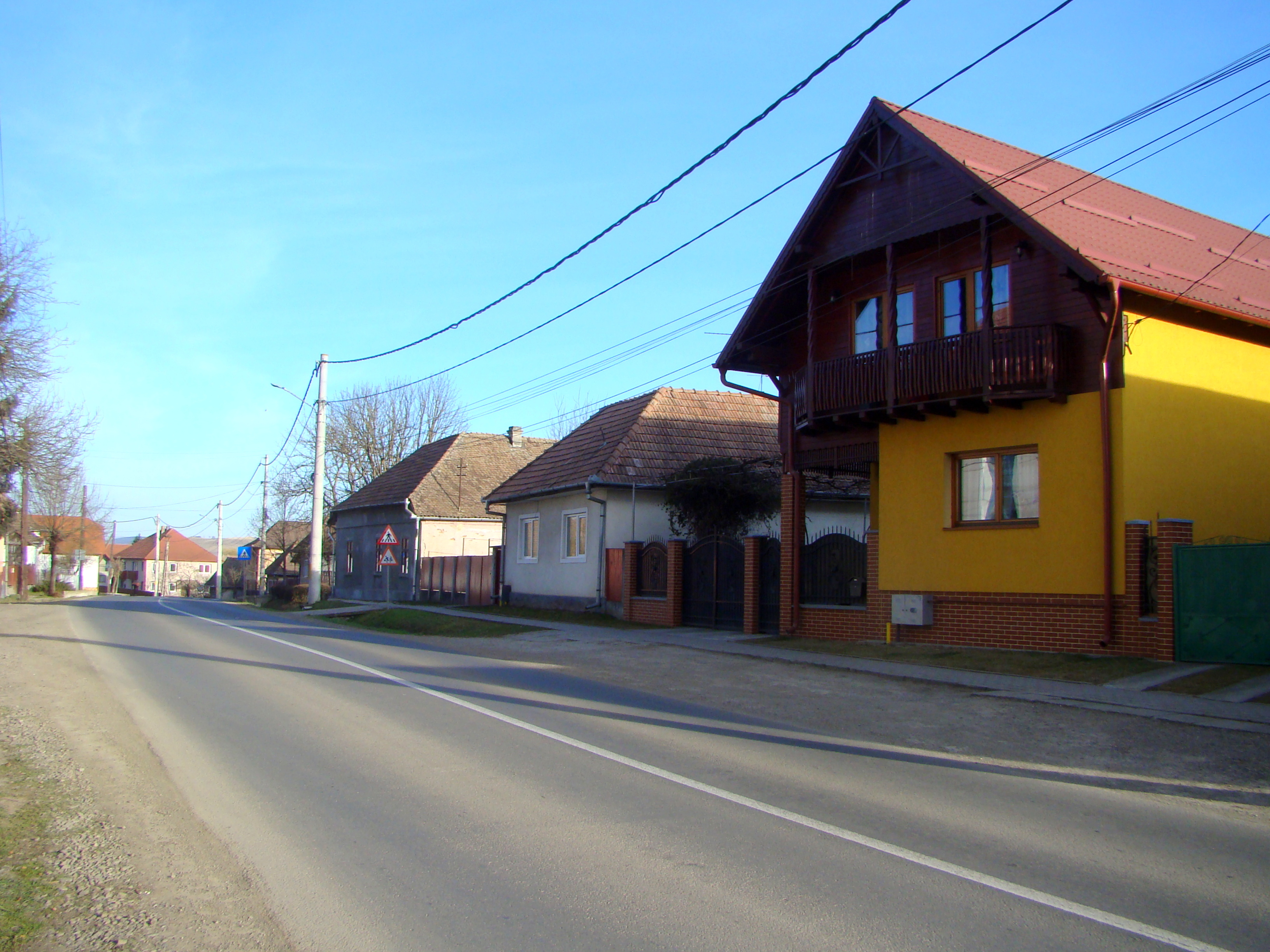